# Terrina
Una terrina es un cacharro de barro vidriado (terracota, en francés terre cuite) usado en la cocina con los lados verticales y una tapa que ajusta firmemente, de forma rectangular u oval. Las versiones modernas también se fabrican en hierro fundido esmaltado.

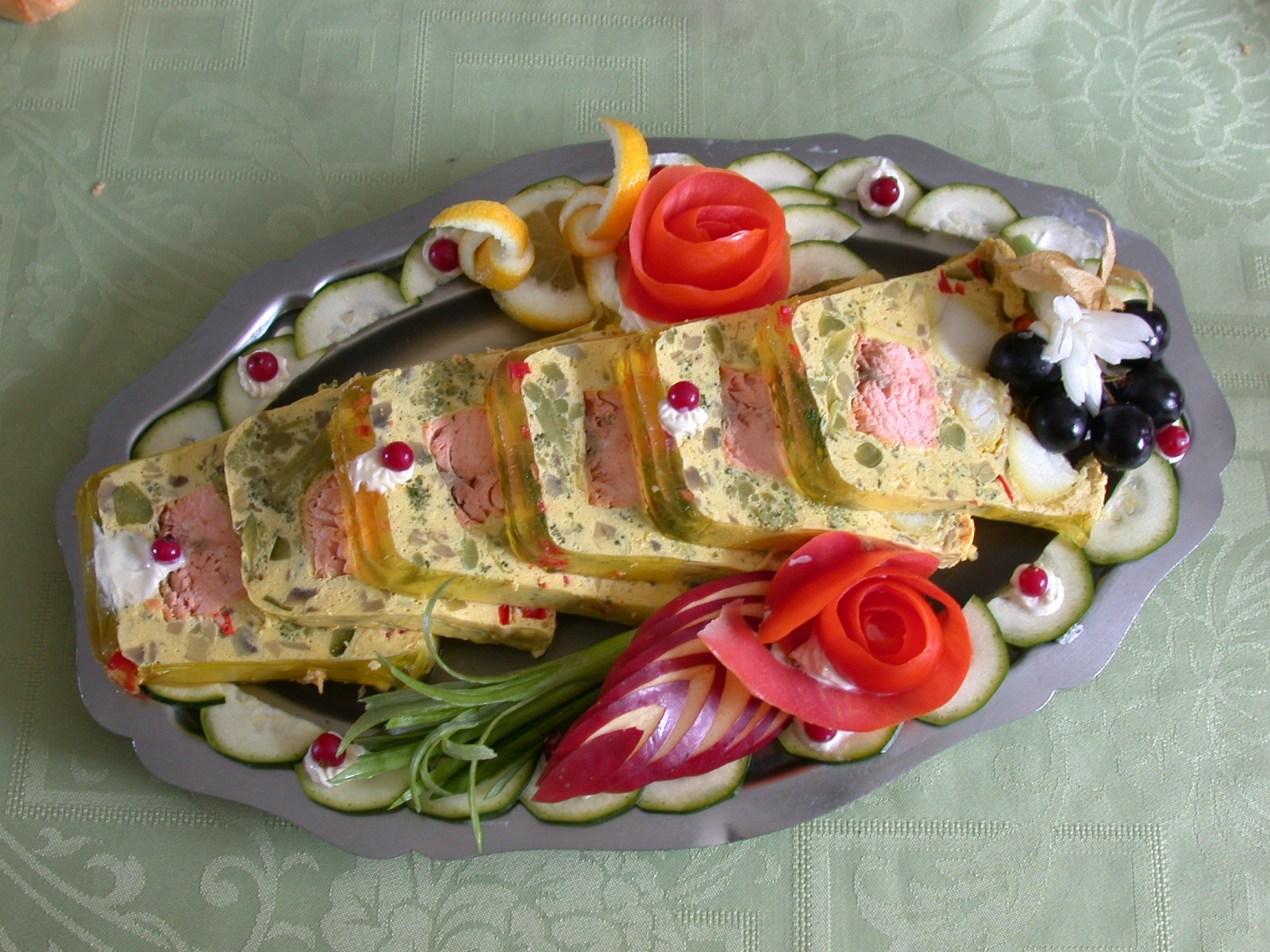
Terrina de salmón y albahaca.

Por extensión, el término también alude al alimento preparado y servido en una terrina, principalmente carne de caza o venado, queso de cabeza y patés. Si se prensa y enfría, cortándose en rodajas para servirlo, una terrina se convierte en paté, que Julia Child definió como «un pastel de carne frío de lujo».